# Ateuchus carcavalloi
Ateuchus carcavalloi är en skalbaggsart som beskrevs av Maria Aparecida Vulcano, Guido Pereira och Martinez 1976. Ateuchus carcavalloi ingår i släktet Ateuchus och familjen bladhorningar. Inga underarter finns listade.